# Sphex darwinensis
Sphex darwinensis är en biart som beskrevs av Rowland Edwards Turner 1912.
Sphex darwinensis ingår i släktet Sphex och familjen grävsteklar. Inga underarter finns listade i Catalogue of Life.